# Neptosternus martinae
Neptosternus martinae är en skalbaggsart som beskrevs av Lars Hendrich och Michael Balke 2001. Neptosternus martinae ingår i släktet Neptosternus och familjen dykare. Inga underarter finns listade i Catalogue of Life.